# Riva Ligure
Riva Ligure là một đô thị ở tỉnh Imperia trong vùng Liguria, tọa lạc khoảng 110 km về phía tây nam của Genoa và khoảng 13 km về phía tây nam của Imperia. Tại thời điểm ngày 31 tháng 12 năm 2004, đô thị này có dân số 2.830 người và diện tích là 2,1 km².
Riva Ligure giáp các đô thị sau: Castellaro, Pompeiana, Santo Stefano al Mare, và Taggia.